# Soyuz T-6
Soyuz T-6 fue una misión espacial conjunta soviética-francesa tripulada realizada en una nave Soyuz T. Fue lanzada el 24 de junio de 1982 desde el cosmódromo de Baikonur mediante un cohete Soyuz hacia la estación Salyut 7 con tres cosmonautas a bordo. 
A 900 m de la Salyut 7 el sistema de atraque automatizado falló y el comandante tuvo que tomar el control manual del acoplamiento.

## Tripulación
- Vladimir Dzhanibekov (Comandante)
- Aleksandr Ivanchenkov (Ingeniero de vuelo)
- Jean-Loup Chrétien (CNES, Francia, Especialista científico)

### Tripulación de respaldo
- Leonid Kizim (Comandante)
- Vladimir Soloviyov (Ingeniero de vuelo)
- Patrick Baudry (CNES, Francia, Especialista científico)